# Eurailtest
Eurailtest est un Groupement d'intérêt économique spécialisé en essais et ingénierie ferroviaire créé par la SNCF et la RATP en 1999.
Eurailtest commercialise les prestations d’essais des laboratoires SNCF Mobilités, SNCF Réseau et RATP aux principaux acteurs du secteur ferroviaire, en France et à l’international.
L’équipe d’Eurailtest est constituée d’ingénieurs d’affaires affectés à la vente et au suivi de projets ferroviaires et d’une équipe marketing et communication qui assure le développement et la promotion de l’activité du GIE et des laboratoires partenaires.
Les locaux d’Eurailtest sont situés à Paris, 1 Bd Saint Martin, place de la République.

## Historique
Sa création avait pour but, en 1999, de rassembler les compétences et expertises de l’Agence d’Essai Ferroviaire (AEF) de SNCF Mobilité et du Laboratoire Essais et Mesures (LEM) de la RATP afin de pouvoir offrir une large gamme de prestations d’essais. En 2018, SNCF Réseau a intégré le GIE, mettant au service des clients d'Eurailtest de nouvelles prestations telles que la simulation numérique et la mesure de soulèvement caténaire.

## Activité
Les laboratoires partenaires d’Eurailtest interviennent à l’étape de l’homologation et de la qualification de matériel roulant, d’infrastructure et d’équipements ferroviaires.
Ils sont également spécialisés dans les essais relatifs à la sécurité, la performance, le confort et la disponibilité de matériels et installations ferroviaires. Ce sont des mesures qui touchent à la mécanique, l’électrique, la physico-chimie, l’acoustique ainsi qu’à l’Environnement, Santé et Sécurité.
Eurailtest fait appel à de nombreuses entités de SNCF Mobilités, SNCF Réseau et RATP pour proposer des offres globales et intégrées à ses clients. Les trois principaux laboratoires partenaires d’Eurailtest sont : L'Agence d’Essai Ferroviaire (SNCF Mobilités) à Vitry-sur-Seine, créée en 1933, le Laboratoire Essais et Mesures (RATP) à Boissy-Saint-Léger, créé en 1914 et le Département de la Mesure et des Essais (SNCF Réseau) à Saint-Ouen, créé en 1966.

## Projets notables

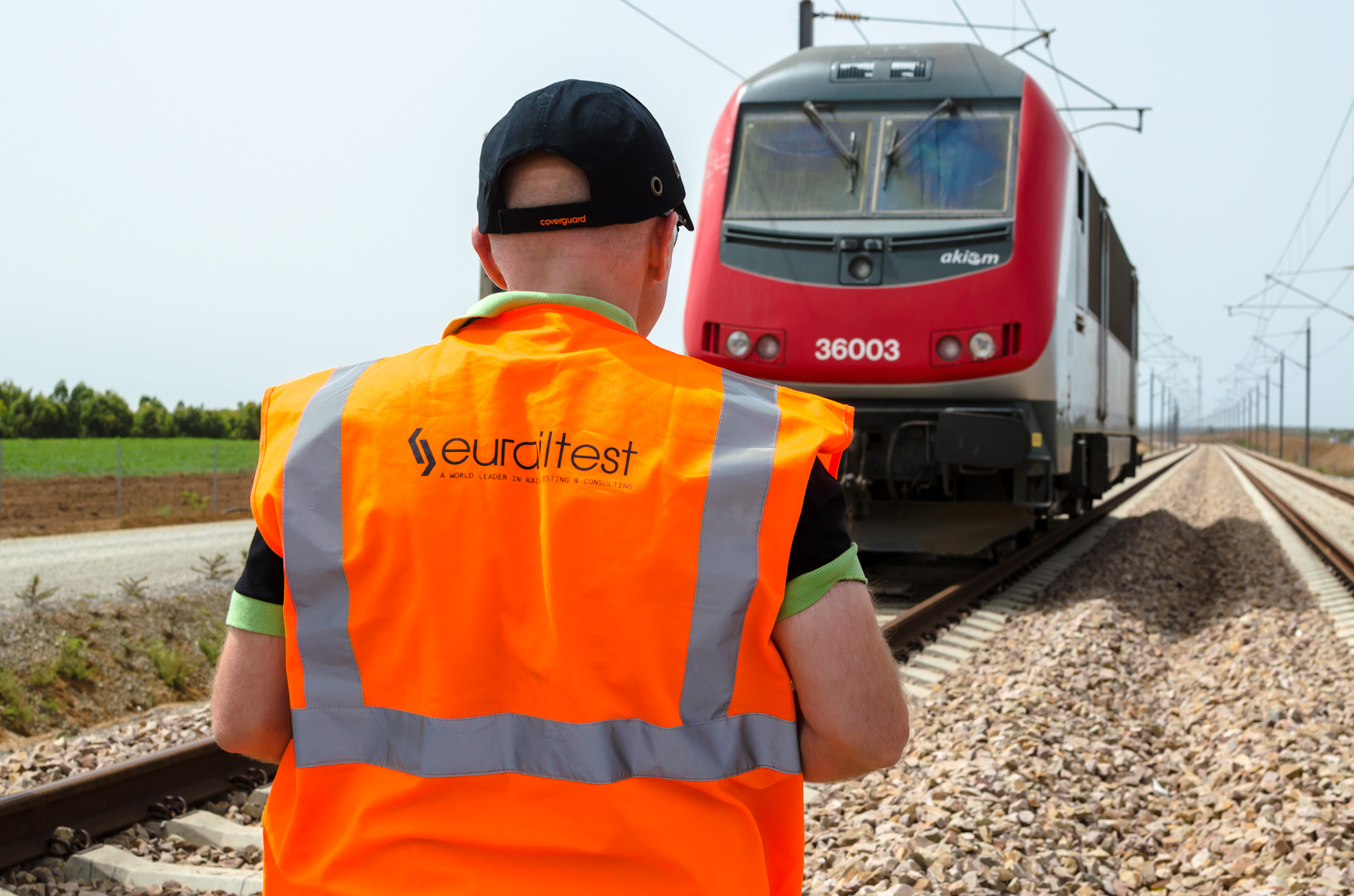
Les équipes d'Eurailtest au Maroc : campagne d'essais sur la LGV Tanger-Kenitra

Essais d’homologation de l’infrastructure de la LGV SEA France, 2016-2017
Essais d’homologation de l’infrastructure Contournement Nîmes-Montpellier (CNM) France, 2017
Essais de montée en vitesse sur la LGV BPL France, 2017
Essais d’homologation du matériel Regio2N BOMBARDIER Transport France, 2013-2016
Essais d’homologation du VELARO D et du VELARO Eurostar Allemagne et France, 2014-2016
Essais d’homologation du matériel STADLER : FLIRT Suisse et France, 2011-2012
Essais d'homologation de l'AGV Italie et France, 2008
Organisation des essais et mesures relatifs au record du monde de vitesse sur rail : 574,8 km/h France, 2007

## Principaux clients
Bombardier, Alstom, Siemens, Stadler MG Valdunes (...)